# Forte (São João d'Aliança)
Forte é um distrito do município brasileiro de São João d'Aliança, no interior do estado de Goiás. Segundo o censo demográfico de 2022, realizado pelo Instituto Brasileiro de Geografia e Estatística (IBGE), sua população era de 2 586 habitantes e havia 748 domicílios particulares permanentes ocupados. Foi criado pela lei municipal nº 9.154 de 14 de maio de 1982.
De acordo com o IBGE, em 2010 a população era de 2 014 habitantes e havia 825 domicílios particulares.